# Karlshagen
Karlshagen es un municipio situado en el distrito de Pomerania Occidental-Greifswald, en el estado federado de Mecklemburgo-Pomerania Occidental (Alemania), a una altitud de 3 metros. Su población a finales de 2016 era de 3000 habs. y su densidad poblacional, 600 hab/km².